# Cladoselache
Cladoselache é um extinto gênero de tubarões que viveu durante o período Devoniano Superior, são conhecidos 8 espécies: Cladoselache clarkii, Cladoselache elegans, Cladoselache fyleri, Cladoselache kepleri, Cladoselache magnificus, Cladoselache mirabilis, Cladoselache nexmani e Cladoselache pattersoni. Cladoselache mediu até 1,8m de comprimento, seus dentes eram adequados para agarrar mas não para mastigar ou rasgar, por isso deveria engolir sua presa por inteira. Cladoselache devia ser um animal bem rápido e isso deve te-lo ajudado a escapar de predadores como Dunkleosteus. Cladoselache é um bom representante dos primeiros tubarões. Ao contrário de formas maiores, a sua boca aberta na parte da frente do crânio, em vez de debaixo dela, tendo ambas as suas barbatanas peitorais e pélvicas foram amplamente conectada ao corpo. Estas características sugerem que este tubarão, enquanto menos manobrável que tubarões maiores, era um predador de alta velocidade. Duas dorsais estavam presentes ao longo da linha média, e espinhos fortes foram desenvolvidos por trás da cabeça e na base das barbatanas peitorais.

## Informações
Nome: Cladoselache (grego para "tubarão ramo de dentes");pronunciado CLAY-doe-SELL-ah-kee
Habitat: Oceanos em todo o mundo
Período histórico: Devoniano tardio (370 milhões de anos atrás)
Tamanho e peso: Cerca de 6 pés de comprimento e 25-50 libras
Dieta: Animais marinhos
Características distintivas: Corpo esbelto; falta de escalas ou claspers